# Santi Venanzio e Ansovino
Santi Venanzio e Ansovino, även benämnd Santi Venanzio e Ansovino dei Camerinesi, San Giovanni in Mercatello och S. Iohannis Baptistae de Mercato, var en kyrkobyggnad i Rom, helgad åt de heliga Venantius och Ansovinus. Kyrkan var belägen vid Vicolo di San Venanzio i Rione Campitelli.

## Kyrkans historia
Kyrkan var ursprungligen helgad åt Johannes Döparen och dess första dokumenterade omnämnande återfinns i en gravinskrift från år 1264. Kyrkan hade då tillnamnet ”in Mercatello”, vilket syftar på en marknad, som hölls i kyrkans närhet, väster om Capitolium. Kyrkan förekommer därtill i Il catalogo di Torino (cirka 1320) som Ecclesia sancti Johannis de Mercato och i Il catalogo del Signorili (cirka 1425) som sci. Ioannis de Mercato. Påve Sixtus IV lät år 1477 flytta marknaden till Piazza Navona. Från 1542 till 1676 tillhörde kyrkan Nobile Collegio dei Catecumeni, ett sällskap för katekumener, grundat av Ignatius av Loyola. Omkring år 1675 överläts kyrkan åt Confraternita dei Camerinesi, ett brödraskap med medlemmar bördiga från Camerino i Marche. Brödraskapet lät helga kyrkan åt sina skyddspatroner, martyren Venantius (död 250) och biskopen Ansovinus (död 861).
År 1700 bekostade markisinnan Girolama Ruspoli kyrkans högaltare, vilket ritades av Giovanni Battista Contini; högaltaret konsekrerades av påve Benedikt XIII år 1728. Förmodligen fick Contini även uppdraget att restaurera kyrkan. Påve Pius IX förlänade kyrkan åt Pia Unione del Sacro Cuore di Maria och i slutet av 1800-talet övertogs kyrkan av assumptionister.

## Exteriören
Fasaden hade två våningar med kolonnordningar och kröntes av ett segmentbågeformat pediment.

## Interiören
Interiören hade en treskeppig grundplan med tre sidokapell på vardera sida samt absid. Högaltarmålningen utgjordes av Den evige Fadern mottar sin gudomlige Son buren av änglar. Under denna återfanns Luigi Garzis De heliga Venantius och Ansovinus. På sidoväggarna hade Agostino Masucci utfört två målningar med scener ur den helige Venantius liv: Den helige Venantius helas av en ängel i fängelset samt Den helige Venantius låter en källa strömma fram.

### Höger sida
Cappella di San Giuda Apostolo
Första sidokapellet på höger hand var invigt åt aposteln Judas Taddaios.
Cappella della Madonna
Det andra kapellet var invigt åt Jungfru Maria. Här återfanns ikonen Madonna della Misericordia, vilken numera vördas i den moderna kyrkan Santi Fabiano e Venanzio a Villa Fiorelli, belägen i östra Rom.
Cappella della Madonna di Lourdes
Tredje kapellet på höger hand var invigt åt Vår Fru av Lourdes.

### Vänster sida
Cappella del Santissimo Crocifisso
Första sidokapellet på vänster hand var invigt åt den korsfäste Kristus.
Cappella di Sant'Anna
Detta kapell var invigt åt den heliga Anna. Altarmålningen av Antonio Gherardi framställde Madonnan med Barnet och de heliga Anna och Joakim. I kapellets tak hade Michelangelo Cerruti målat Jungfru Marie födelse och Jungfru Marie himmelsfärd. I kapellet hade därtill Giovanni Antonio Grecolini utfört Jesu födelse.
Cappella di San Filippo Neri
Det tredje kapellet var invigt åt den helige Filippo Neri. Altarmålningen av Luigi Garzi föreställde Jungfru Maria med de heliga Carlo Borromeo och Filippo Neri.

## Rivning
Under 1920-talet företogs en omfattande friläggning av Capitolium-kullen och i stort sett hela bebyggelsen mellan Santa Maria in Aracoeli och San Marco – såväl sakrala som profana byggnader – revs. Kyrkan Santi Venanzio e Ansovino demolerades 1928. En del av kyrkans konstverk återfinns numera i Auditorio del Gonfalone, Galleria Nazionale d'Arte Antica samt i kyrkan Santissima Trinità på ön Ponza.

## Bilder
| - Santi Venanzio e Ansovino (nummer 96) på Giovanni Battista Faldas vy över Rom från år 1676. - Santi Venanzio e Ansovino (här benämnd S. IOANNIS) på Rodolfo Lancianis karta över Rom från år 1893–1901. - Kyrkans ungefärliga läge på en karta från år 2018. Parken till höger heter Piazza d'Aracoeli. |